# Ungerns Grand Prix 1986
Ungerns Grand Prix 1986 var det elfte av 16 lopp ingående i formel 1-VM 1986. Detta var det första F1-loppet i Ungern.

## Resultat
1. Nelson Piquet, Williams-Honda, 9 poäng
2. Ayrton Senna, Lotus-Renault, 6
3. Nigel Mansell, Williams-Honda, 4
4. Stefan "Lill-Lövis" Johansson, Ferrari, 3
5. Johnny Dumfries, Lotus-Renault, 2
6. Martin Brundle, Tyrrell-Renault, 1
7. Patrick Tambay, Team Haas (Lola-Ford)
8. Philippe Streiff, Tyrrell-Renault
9. Philippe Alliot, Ligier-Renault
10. Jonathan Palmer, Zakspeed

### Förare som bröt loppet
- René Arnoux, Ligier-Renault (varv 48, motor)
- Alan Jones, Team Haas (Lola-Ford) (46, differential)
- Gerhard Berger, Benetton-BMW (44, transmission)
- Thierry Boutsen, Arrows-BMW (40, elsystem)
- Keke Rosberg, McLaren-TAG (34, upphängning)
- Teo Fabi, Benetton-BMW (32, transmission)
- Alessandro Nannini, Minardi-Motori Moderni (30, motor)
- Michele Alboreto, Ferrari (29, olycka)
- Derek Warwick, Brabham-BMW (28, olycka)
- Alain Prost, McLaren-TAG (23, olycka)
- Piercarlo Ghinzani, Osella-Alfa Romeo (15, upphängning)
- Christian Danner, Arrows-BMW (7, upphängning)
- Riccardo Patrese, Brabham-BMW (5, växellåda)
- Andrea de Cesaris, Minardi-Motori Moderni (5, motor)
- Huub Rothengatter, Zakspeed (2, kylare)
- Allen Berg, Osella-Alfa Romeo (1, turbo)

## VM-ställning
| Förarmästerskapet 1. Nigel Mansell, Williams-Honda, 55 2. Ayrton Senna, Lotus-Renault, 48 3. Nelson Piquet, Williams-Honda, 47 | Konstruktörsmästerskapet 1. Williams-Honda, 102 2. McLaren-TAG, 63 3. Lotus-Renault, 50 |